# Hyposcada interrupta
Hyposcada interrupta är en fjärilsart som beskrevs av Günter Theodor Tessmann 1928. Hyposcada interrupta ingår i släktet Hyposcada och familjen praktfjärilar. Inga underarter finns listade i Catalogue of Life.